# Kevin Bales (Musiker)
Kevin Bales (* 1967) ist ein amerikanischer Jazzmusiker (Piano, Komposition).

## Leben und Wirken
Bales spielte zunächst Trompete, bevor er in der High School klassisches Piano erlernte. Er spielte zunächst im Bereich der klassischen Musik und der Rockmusik. Erst im College entdeckte er den Jazz, nachdem er zufällig Fernsehsendungen mit Fred Rogers und Johnny Costa gesehen hatte. Mit Ben Tucker, der sein Mentor wurde, spielte er zehn Jahre lang in den Clubs von Jacksonville. Hauptberuflich war er zunächst als Computerprogrammierer tätig, bevor er an der University of North Florida einen Jazzstudiengang absolvierte und dann dort als Lehrkraft tätig wurde. 1994 gewann er den renommierten Jazzpiano-Wettbewerb der American Pianists. 1996 erschien sein Soloalbum The First Day. Weitere Alben unter eigenem Namen folgten.
Bales arbeitete in der Folge mit Wynton Marsalis, Louie Bellson, Eddie Daniels, Nat Adderley und vor allem mit Bunky Green, den er fünf Jahre lang begleitete. Mit dem Gitarristen Nathen Page tourte er 15 Jahre und spielte vier Alben ein. Ebenfalls beständig erwies sich seine Arbeit mit dem Trompeter Marcus Printup, aus der Aufnahmen bei Blue Note Records resultierten. Mit Sängerin René Marie ging er zehn Jahre auf Tournee und spielte eine Reihe von Alben ein. Später arbeitete er in Atlanta, wo er ebenfalls unterrichtete. Er ist auch auf Alben von Longineu Parsons, Gordon Vernick und Virginia Schenck zu hören.